# Carpolepis
Carpolepis é um género botânico pertencente à família Myrtaceae.